# Büchenbeuren

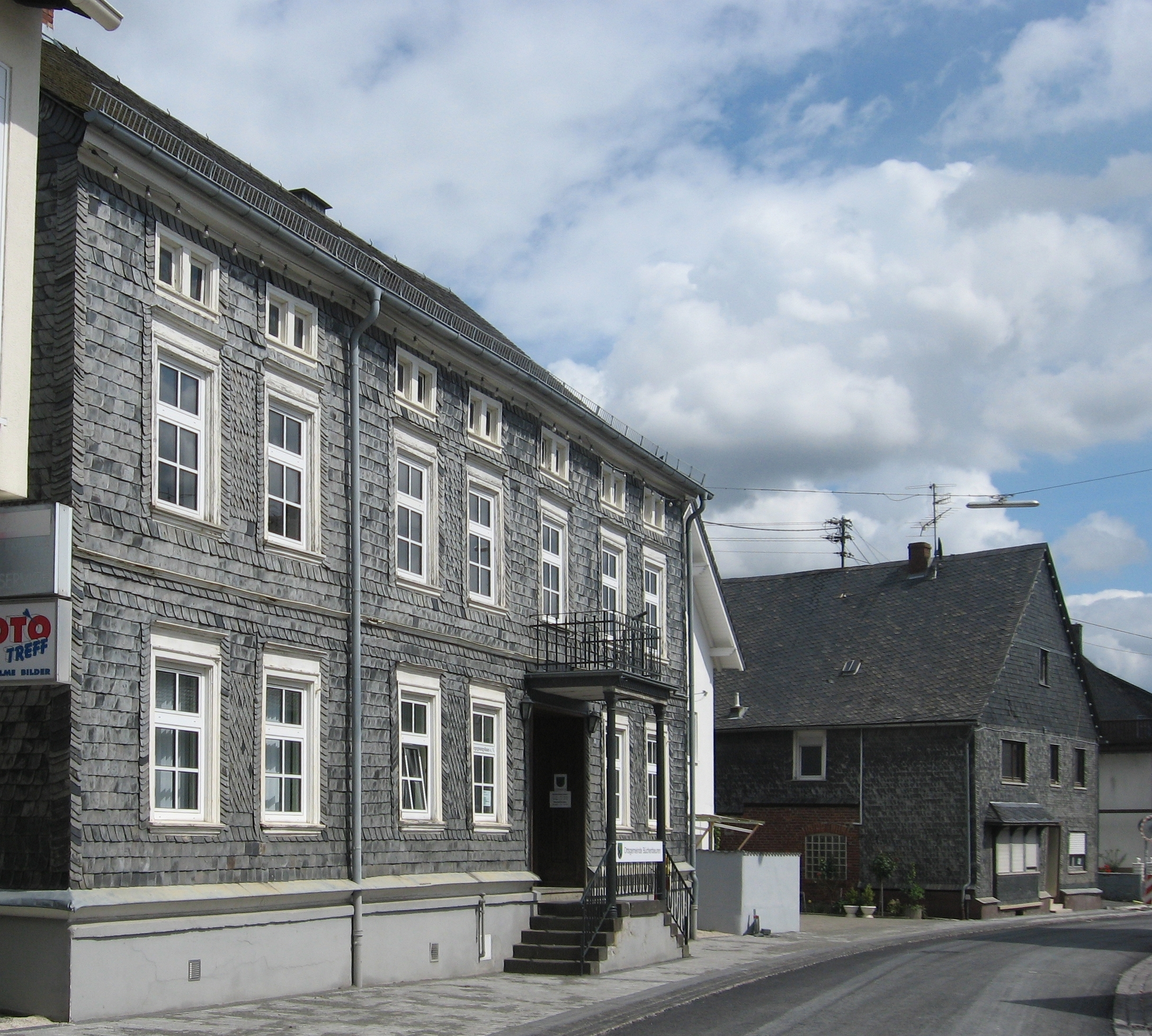
Local Administration Building

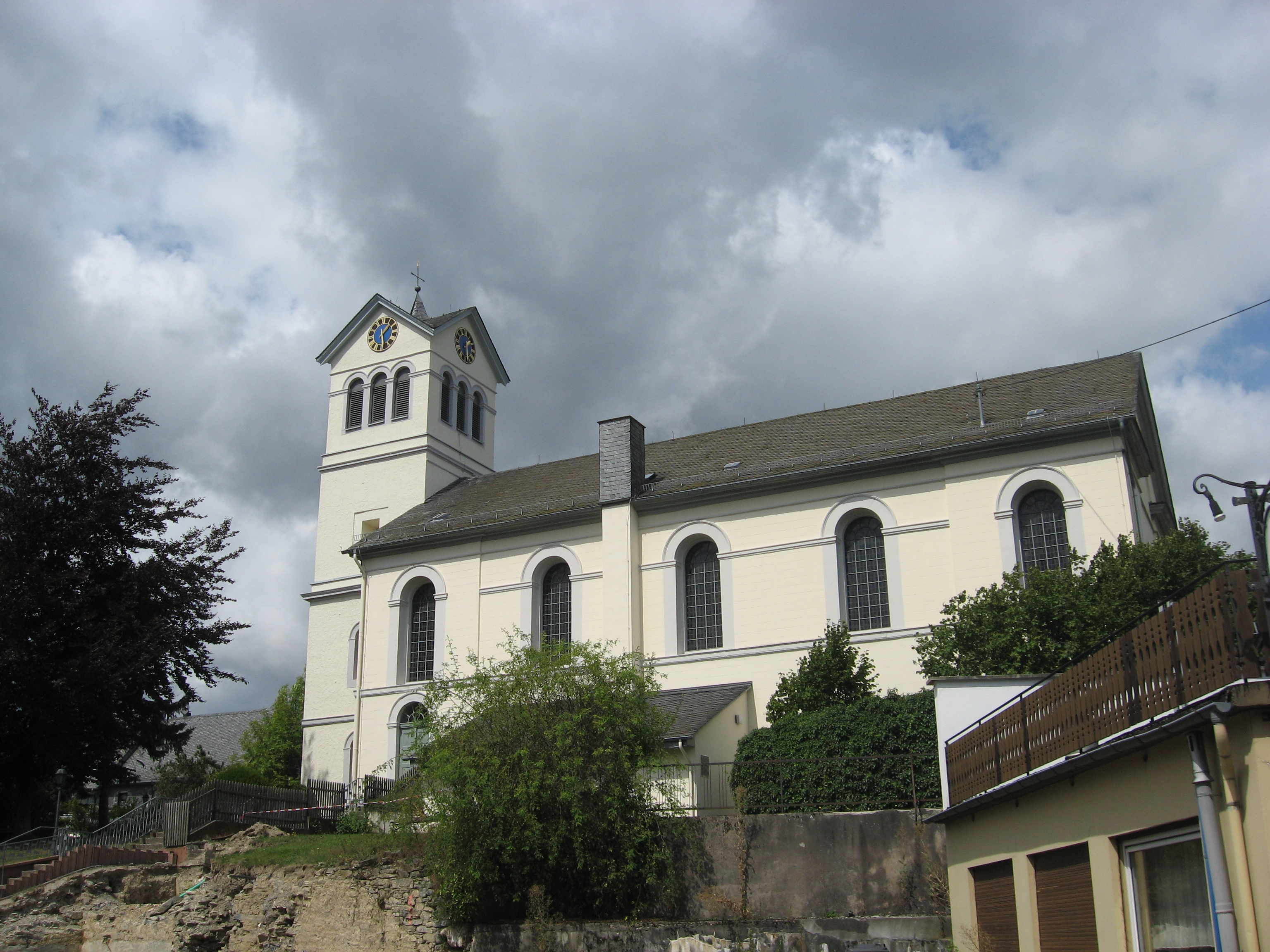
Church

Büchenbeuren là một xã ở huyện Rhein-Hunsrück bang Rheinland-Pfalz, phía tây nước Đức.